# Martin Mainer
Martin Mainer (* 31. října 1959 Ostrava - Havířov) je český umělec, malíř a pedagog malby na Akademii výtvarných umění v Praze.

## Život
Narodil se 31. října 1959 v Ostravě - Havířově. V letech 1965 až 1974 navštěvoval Základní školu Gorkého v Havířově a následně v letech 1974 až 1978 Gymnázium Tajovského v Havířově. V letech 1978 až 1981 studoval na Vysoké škole uměleckoprůmyslové v Praze, obor textilní výtvarnictví. Poté přestoupil na Akademii výtvarných umění v Praze u profesora Arnošta Paderlíka.
Po studiích začal svými vlastní výstavami. V roce 1993 odjel na půl roku do Scuolu ve Švýcarsku. V tomtéž roce obdržel cenu Jindřicha Chalupeckého, díky níž získal stipendijní pobyt v Saualite ve Spojených státech amerických. Během roku 1994 pobyl čtyři měsíce v New Yorku, Kalifornii a Novém Mexiku, kde poznal hinduistického guru Ram Dasse, který ho nejvíce ovlivnil v duchovním směřování. V roce 1998 začal s působením na Fakultě výtvarných umění Vysokého učení technického v Brně, od roku 2012 vede ateliér malby na Akademii výtvarných umění v Praze. Martin Mainer je otcem tří dcer. 

## Samostatné výstavy
- 1980 - Martin Mainer a Pavel Malovaný, Nemocnice s poliklinikou Havířov, knihovna a kinosál Karviná
- 1982 LŠU Ostrava
- 1988 Klub Delta, Praha
- 1989 Galerie SFVU, Bratislava
- 1990 Galerie u Divého muže, Praha
- 1992 Galerie MXM, Praha
- 1993 Okresní galerie Cheb
- 1993 Kulturzentrum  Binz 39, Scuol, Švýcarsko
- 1993 Dům Umění, Ostrava
- 1994 Galerie Caesar, Olomouc
- 1994 Galerie MXM, Praha
- 1994 Cena Jindřicha Chalupeckého, Galerie Václava Špály, Praha
- 1996 Galerie Planá, Planá u Mariánských Lázní
- 1996 Do Indie Západní cestou, Galerie Nová síň, Praha
- 1996  Galerie Klenová, Klatovy
- 1997 Galerie Zelená Žába, České Budějovice
- 1997 Galerie JNJ, Praha
- 1997 Galerie Behemót , Praha
- 1998 Galerie Die Aktualität des Schönen, Liberec
- 1998 Galerie Žlutá ponorka, Znojmo
- 1998 Vánoce, Galerie Behemót, Praha
- 1999 Vlek letu, Galerie Městská knihovna, Rožnov pod Radhoštěm
- 1999 Vlek lesa lesů, Galerie Rudolfinum, Praha
- 2000 Vlek lesa, Městské Muzeum, Nová Paka
- 2000 Let lesa, Černý pavouk, Ostrava
- 2001 Síň Sokolská, Ostrava
- 2002 Vlek lesa lesů, Moskva – galerie Českého kulturního centra , výstava na setkání evropských kosmonautů, u příležitosti prvního internacionálního letu do vesmíru Remek–Gubarev
- 2002 Martin Mainer und Veronika Bromová, Kraus Erben Galerie, Drážďany, Německo
- 2002 Sem tam.., Galerie Beheot, Praha
- 2003 Levé a pravé oko, HPVB banka v Revoluční, Praha
- 2003 Malé obrazy, Galerie Tvrdohlaví, Praha /součást společné výstavy generační výsek/
- 2003 Sex a erotika, Městské muzeum Kolín, Funkeho Kolín
- 2003 Výstava ve věži, Prostějov
- 2003 Světla čar, Galerie Pecka, Praha
- 2005 Dopisy z plazmy, galerie Via Art, Praha
- 2006 Obrazy z let 80., 90. a 00., Galerie U bílého jednorožce, Klatovy
- 2006 Erotika (výběr prací na papíře a volných pláten z posledních třiceti let až do současnosti), Egon Schiele Art Centrum Český Krumlov
- 2007 Klid tká klid, Galerie Mánes, Praha
- 2007 Prag meets Leipzig (s Haroldem Hoffmannem), Galerie Schlien & friends, Lipsko
- 2008 Pokračování I., Galerie Šternberk u Olomouce
- 2009 Pokračování II., Galerie města Blansko
- 2009 Hle, ttt, Galerie města Trutnova
- 2009 Galerie Lagaleri, Paříž (s Denisou Krausovou)
- 2010 Galerie kritiků, s Ninou Hedwic, Kalendář
- 2011 Vize pro tebe,  Vaňkovka, Brno
- 2011 Márnice 11. 9. 2011, Tismice
- 2012 Mainer (Křoví), OGJ, Jihlava
- 2012 Vize pro tebe, Plazmy pro Týnec, Zámek Letovice, Letovice
- 2012 Sama Doma (S Karolína Mainerová), Galerie FotoGrafic, Praha
- 2013 Slovanská epopej 2012-2013, Vize pro Tebe, Sama doma, Galerie Václava Špály, Praha

## Galerie obrazů Vize pro Tebe

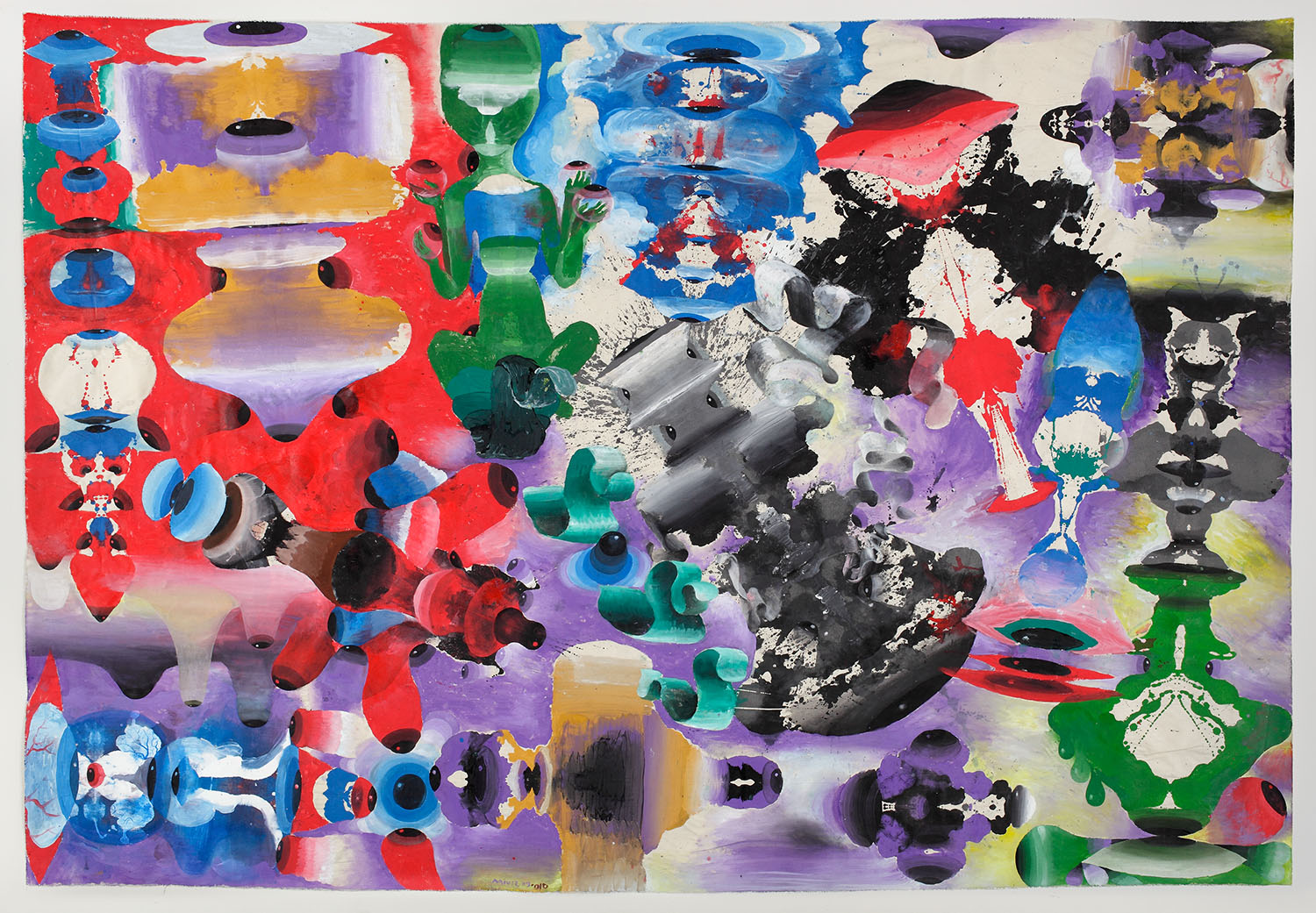
Vize pro Tebe
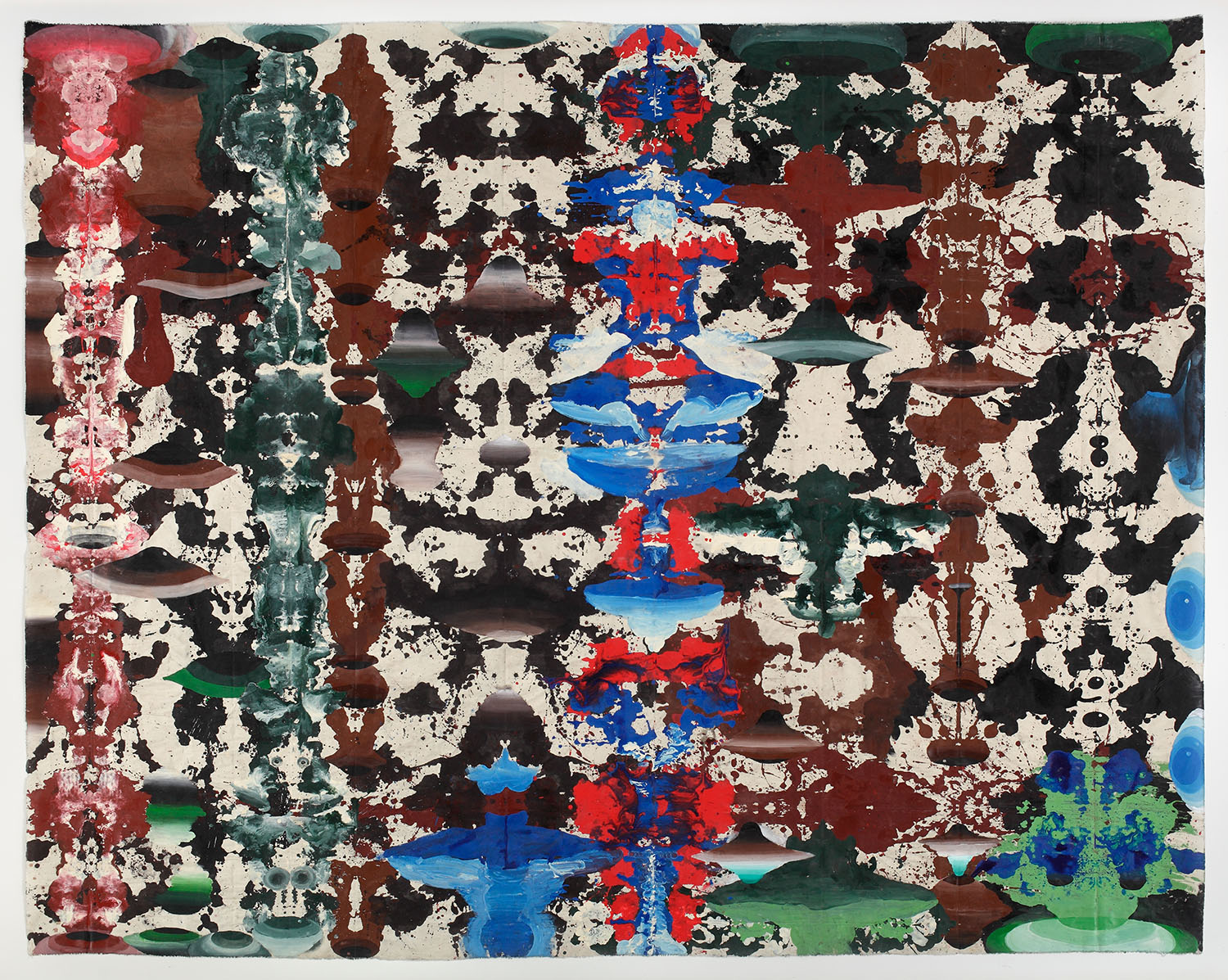
Vize pro Tebe
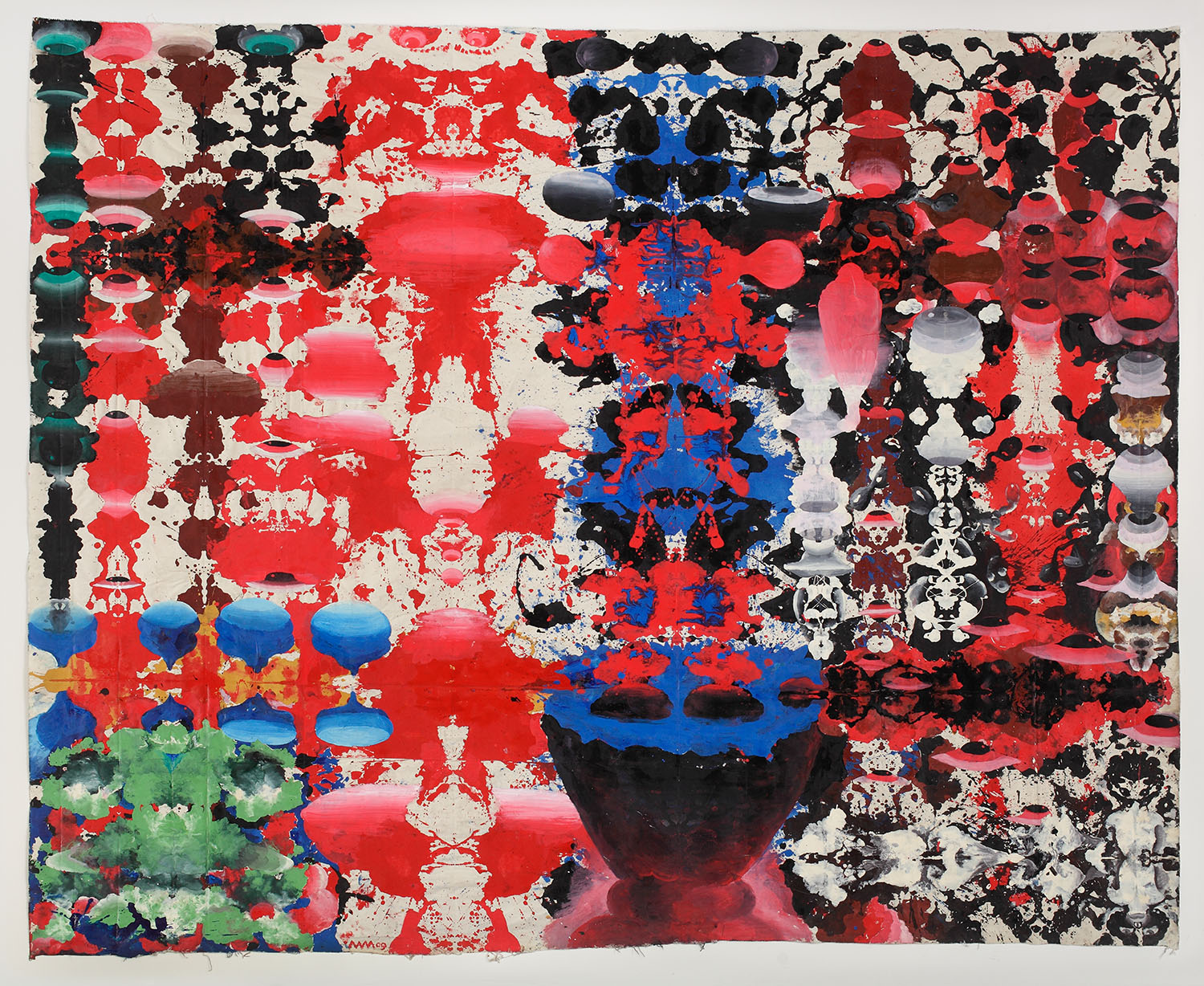
Vize pro Tebe
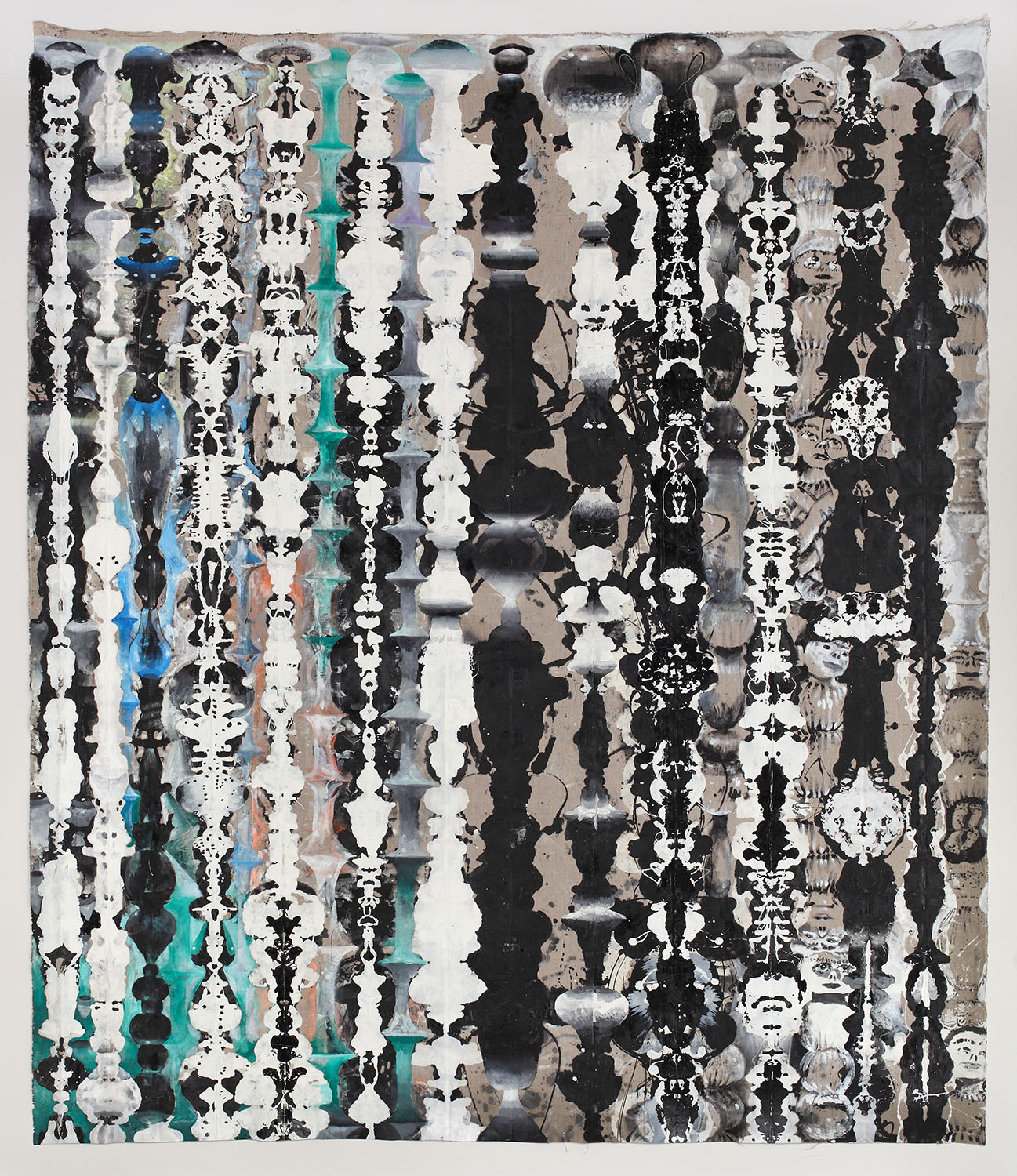
Vize pro Tebe

## Galerie obrazů Slovanská epopej 2012-2013

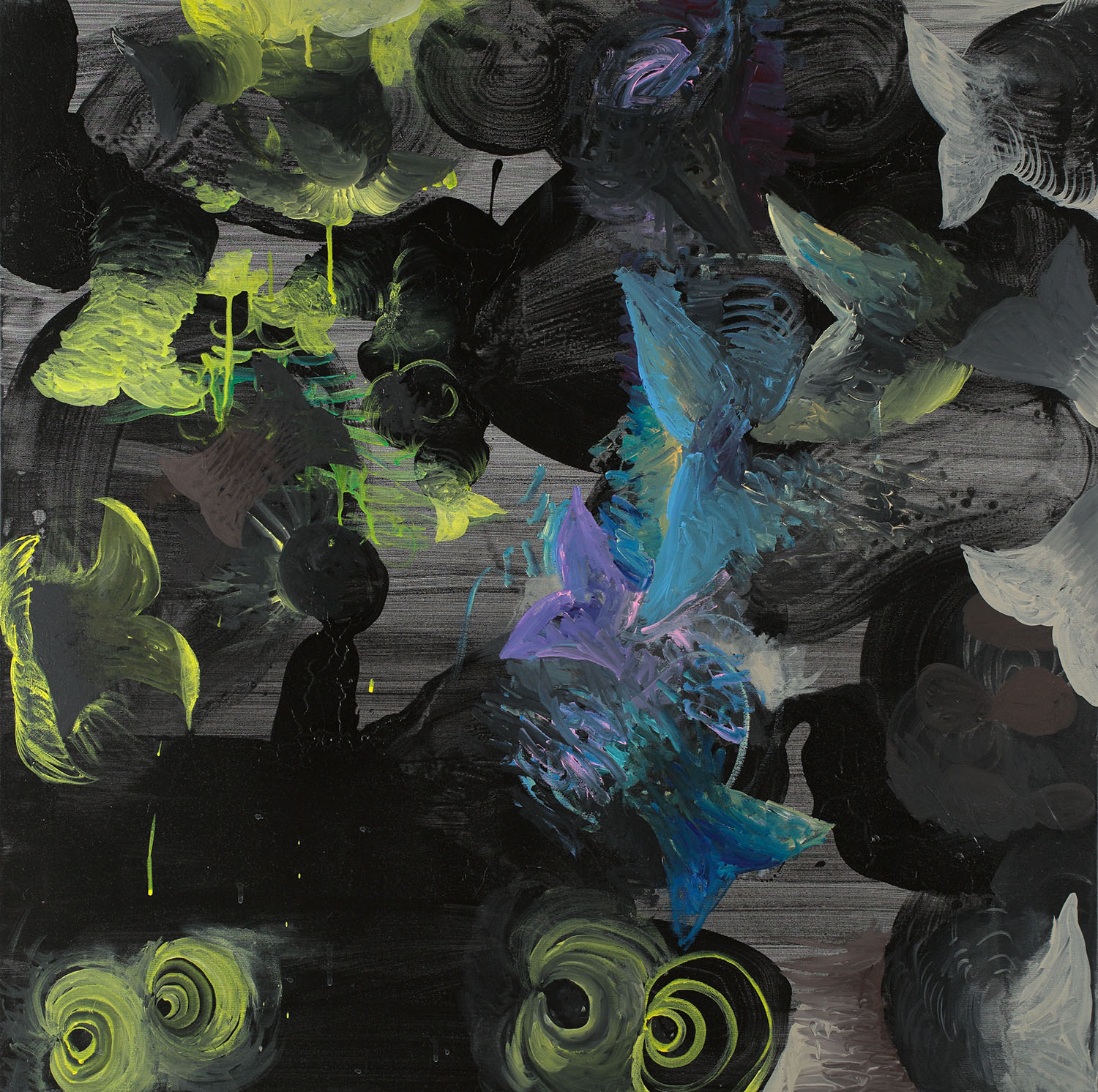
Slovanská epopej
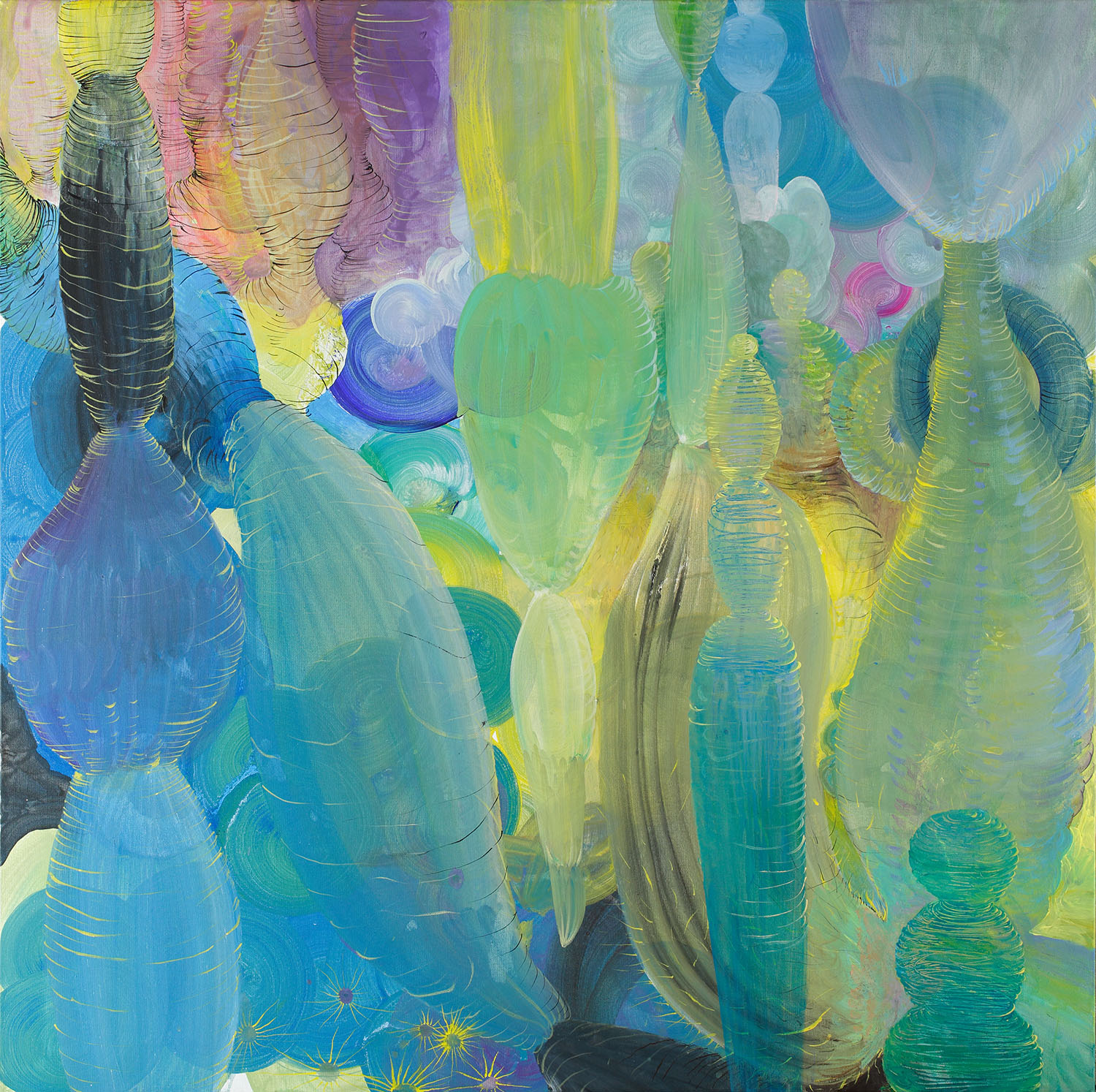
Slovanská epopej
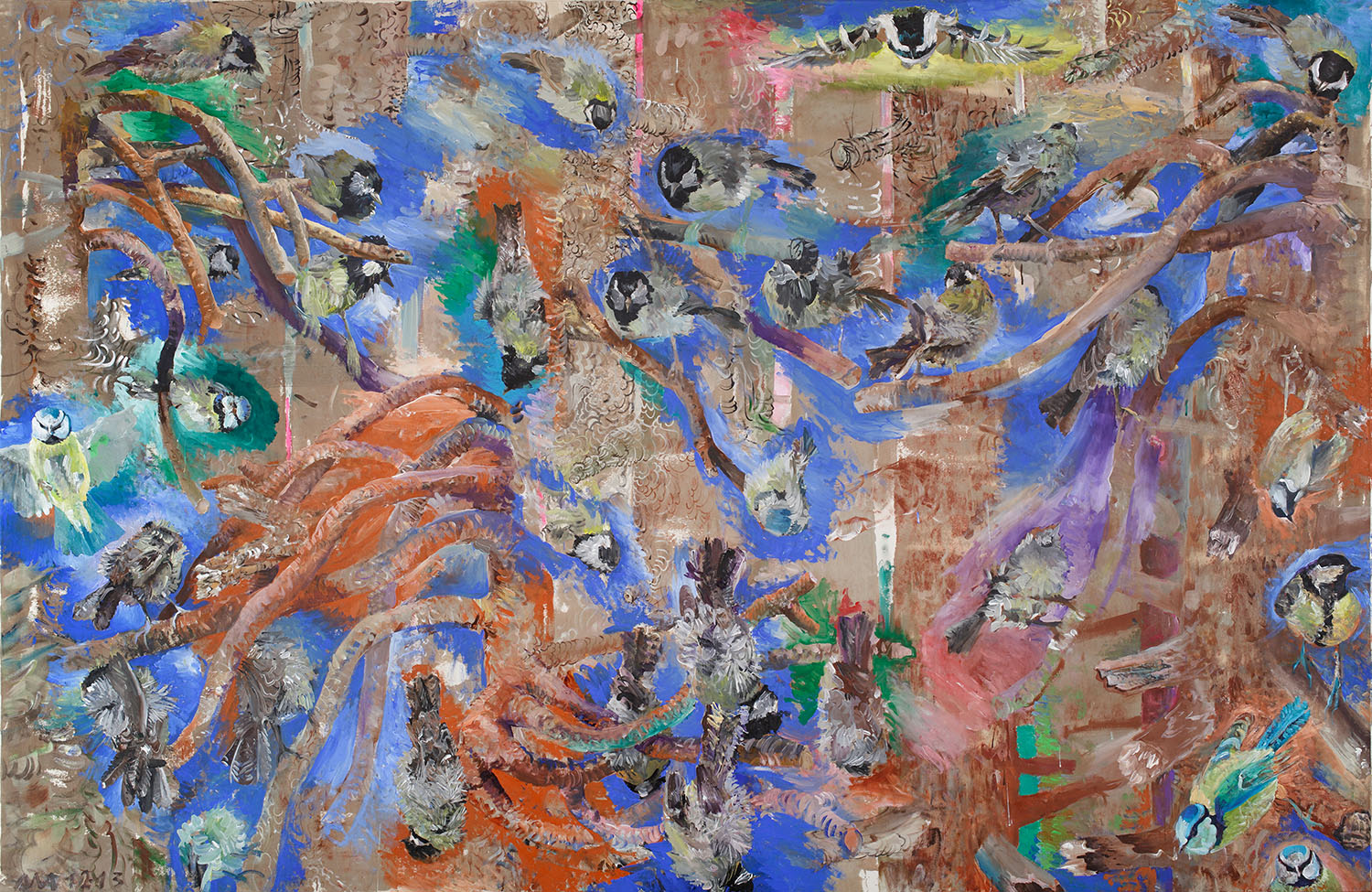
Slovanská epopej
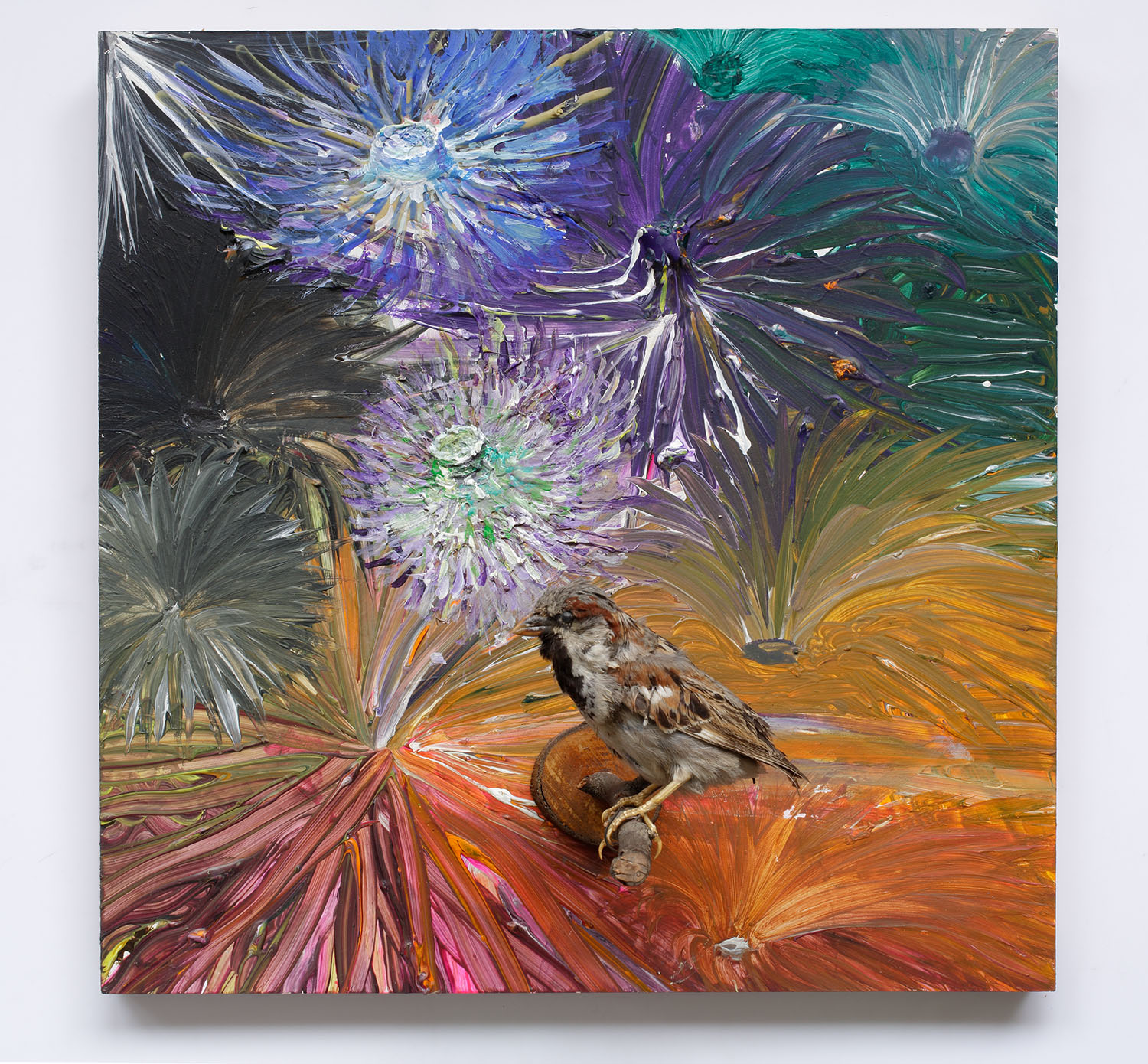
Slovanská epopej
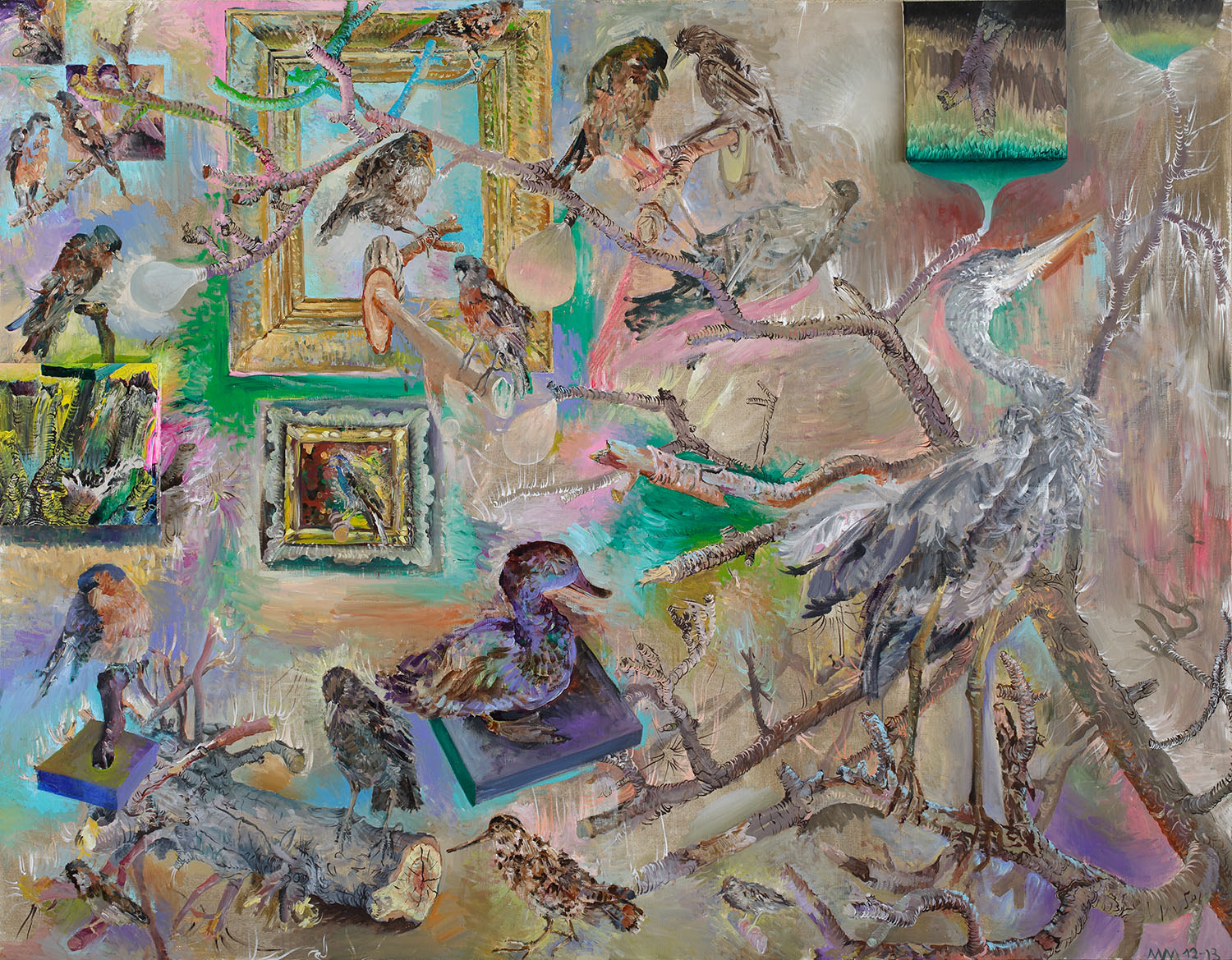
Slovanská epopej